# گلرنگ زعفرانی
گلرنگ زعفرانی (نام علمی: Carthamus lanatus) نام یک گونه از سرده گلرنگ وحشی است.